# Rhumsiki
Rhumsiki, también escrito Rhumsiky, Rumsiky, Rumsiki y Roumsiki, es una población en la Región del Extremo Norte de Camerún. Rhumsiki está localizado en las Montañas Mandara a 55 km (34 mi) de Mokolo y a 3 km (2 mi) de la frontera con Nigeria. El pueblo es similar a muchos otros en el norte de Camerún. Los habitantes, miembros del grupo étnico de los Kapsiki, viven en pequeñas chozas construidas con piedra local y techadas con paja; estas casas están desperdigadas a lo largo del pueblo y el resto del valle. Sin embargo, Rhumsiki es una de las atracciones turísticas más populares de Camerún y «el lugar más turístico en el norte de Camerún».
La atracción es el paisaje que le rodea. Gwanfogbe, et al., lo describen como «remarcable», Lonely Planet como «notable», Rough Guides como «sobrecogedor» y Bradt Guides como «casi como un paisaje lunar». El escritor y explorador André Gide escribió que los alrededores de Rhumsiki son «uno de los más bellos paisajes del mundo». El espectacular efecto es creado por los cuellos volcánicos de los alrededores (los restos de las chimeneas volcánicas), las coladas de basalto y las Montañas Mandara. El mayor (y más fotografiado) de esas rocas es el pico Kapsiki, una aguja vertical de 1224 m de altura.

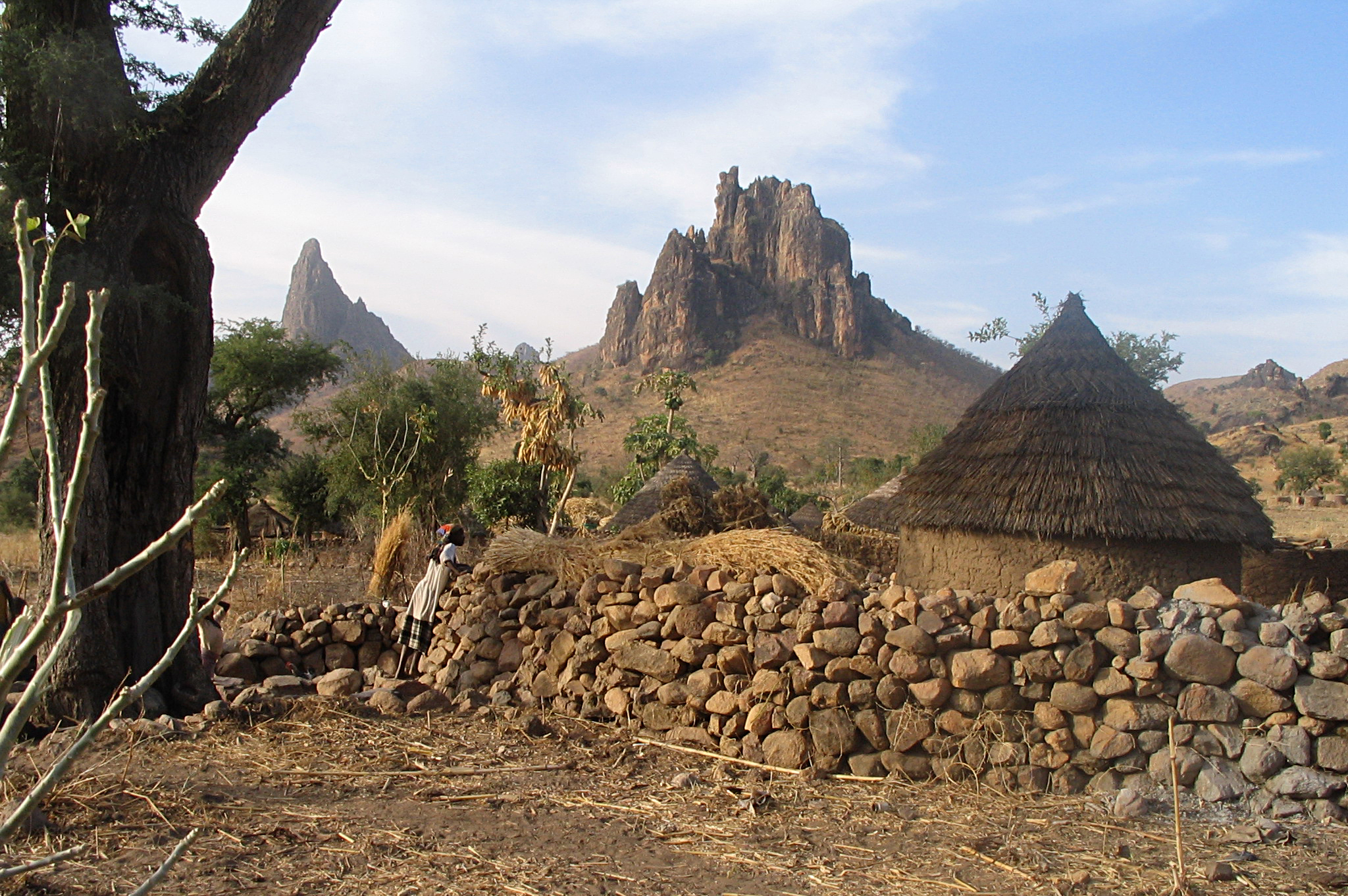
Choza en las afueras de Rhumsiki.

Rhumsiki se ha adaptado al flujo de turistas. Los niños del pueblo ejercen como guías turísticos, mostrando a los visitantes varias atracciones pre-organizadas. Entre éstas están artesanos, tales como herreros, alfareros, hilanderos y tejedores; bailarines nativos; y el féticheur, un adivinador que predice el futuro sobre la base de la manipulación de unas piezas de madera por un cangrejo. Rhumsiki es actualmente un punto de parada habitual en los itinerarios turísticos, un hecho que la literatura de viajes desaprueba. Rough Guides describe Rhumsiki como "sobreexplotado" y "echado a perder por el turismo organizado", y Lonely Planet lo llama "algo como una trampa para turistas."
El tour estándar guiado del pueblo lleva The Rough Guide a dudar de su autenticidad: «El atractivo de la visita es, con mucho, saborear el “auténtico” Camerún, y el fallo de esto es que cuanta más gente viene más distorsionada y poco real se torna la vida del pueblo».

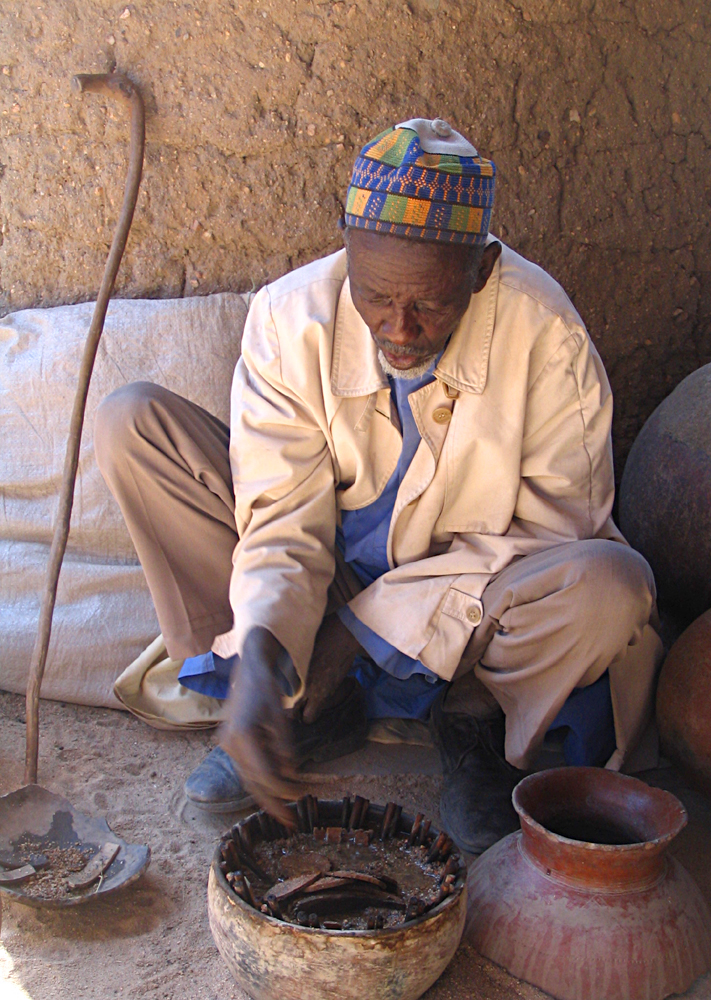
Uno de los brujos de los cangrejos de Rhumsiki.

La Cabeza de Rhumsiki es claramente fálica y tradicional (mujeres estériles hacen sacrificios a su pie) y en el mundo moderno (venden los hoteles a su alrededor como destino de luna de miel) ha sido uno de los principales atractivos de Rhumsiki.